# چرتو (سورانو)
چرتو (به ایتالیایی: Cerreto) یک منطقهٔ مسکونی در ایتالیا است که در سرانو واقع شده‌است. چرتو ۱۶ نفر جمعیت دارد و ۴۶۷ متر بالاتر از سطح دریا واقع شده‌است.